# Cymbopogon traninhensis
Cymbopogon traninhensis là một loài thực vật có hoa trong họ Hòa thảo. Loài này được (A.Camus) Soenarko mô tả khoa học đầu tiên năm 1977.